# 中國建設銀行中心

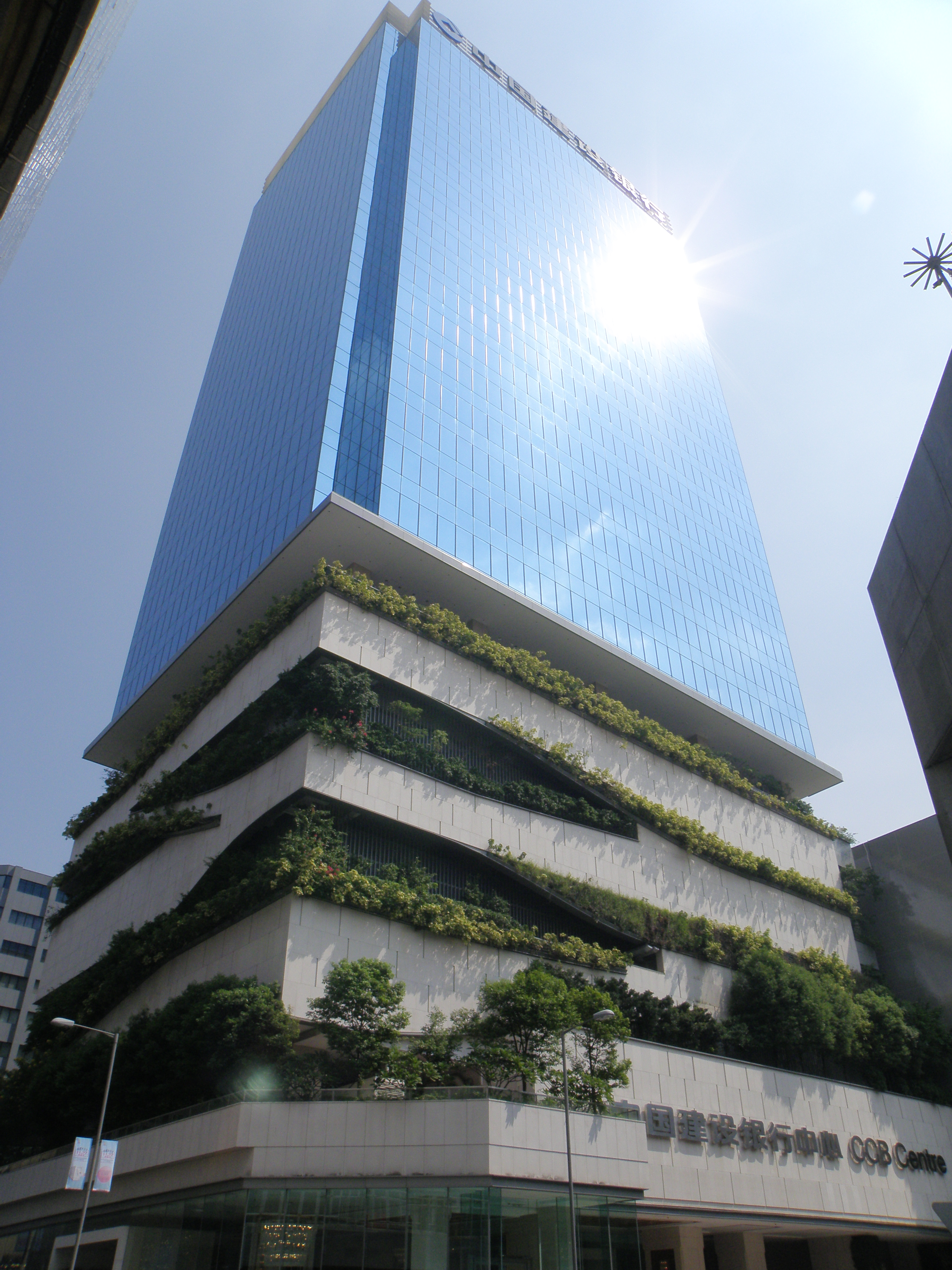
中國建設銀行中心

中國建設銀行中心（英語：China Construction Bank Centre），前身為東匯18，是香港九龍灣一座甲級商業大廈，位於宏照道18號，樓高27層，於2011年5月落成啟用，發展商為信置及尖沙咀置業，建築師為Aedas，總樓面348,620平方呎。

## 歷史
東匯18前身為作工業用途的寶興中心，其後獲重建成甲級寫字樓，並於2011年5月落成啟用。同年底，市場傳出中國建設銀行有意洽購全幢，最後於2012年3月落實以25.1億港元承接。大廈保安嚴密，自2019年反修例運動起，外圍加裝了水馬，並封上圍板，防止有人破壞。

## 設計
大樓以綠化為主題，其外立面以綠化元素為設計特色，大樓地下大堂及停車場入口分別設有巨型綠牆，低層部分的停車場樓層提供大量綠化。而大堂的裝修與近年信和置業新建住宅一樣，採用歐洲華麗風格，多處設置大型水晶燈。